# Kukal czarnolicy
Kukal czarnolicy (Centropus melanops) – gatunek ptaka z rodziny kukułkowatych (Cuculidae).
Zasięg występowaniaKukal czarnolicy jest gatunkiem endemicznym Filipin, występującym w południowo-wschodniej i środkowo-wschodniej części kraju.
SystematykaMiędzynarodowy Komitet Ornitologiczny (IOC) uznaje ten gatunek za monotypowy. Niektórzy autorzy wyróżniają jednak dwa podgatunki – nominatywny i C. m. banken, do tego drugiego zaliczają populacje z wysp Samar, Biliran, Leyte i Bohol.
MorfologiaDługość ciała 42–48 cm; masa ciała: samce 195–237 g, samice 182–265 g. Samice są podobne do samców, ale są nieco większe.
Ekologia i zachowanieŻyje w lasach tropikalnych i lasach wtórnych, od poziomu morza do 1200 m n.p.m. W przeciwieństwie do kukułek, nie jest pasożytem lęgowym. Buduje na ziemi duże gniazdo z trawy, w którym składa od 3 do 5 jaj. Jaja są wysiadywane przez oboje rodziców przez około 14 dni. Żywi się owadami i niewielkimi bezkręgowcami żyjącymi na ziemi.
StatusMiędzynarodowa Unia Ochrony Przyrody (IUCN) uznaje kukala czarnolicego za gatunek najmniejszej troski (LC – Least Concern) nieprzerwanie od 1988 roku. Liczebność populacji nie została oszacowana, jednak uważany jest za gatunek rzadki. Trend liczebności populacji oceniany jest jako spadkowy ze względu na utratę siedlisk leśnych.